# Projet TRON
Pour les articles homonymes, voir Tron (homonymie).

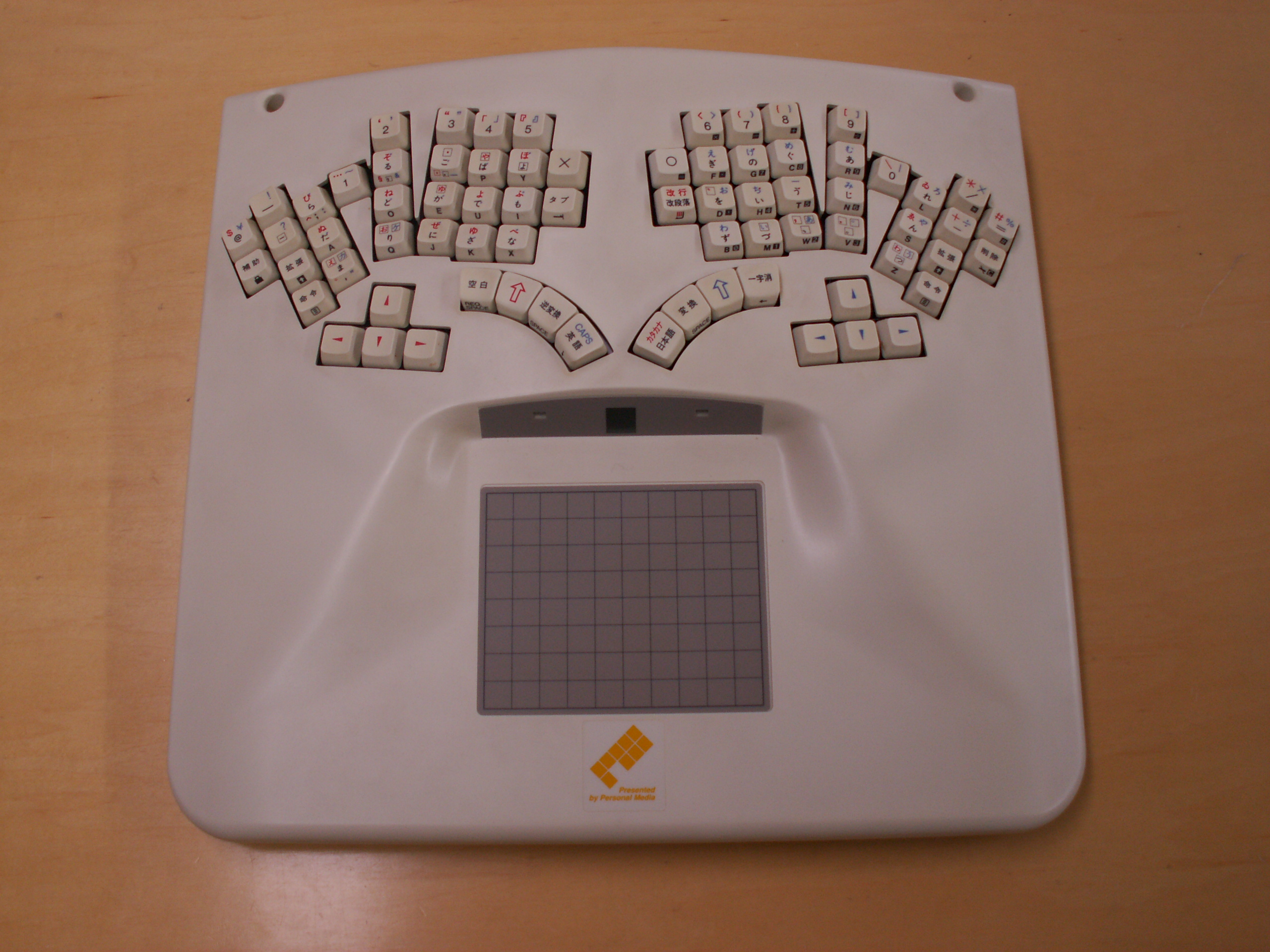
Photographie d'un clavier TRONS.

Le projet TRON (en japonais : TRONプロジェクト, tiré de l'acronyme anglais The Real-time Operating system Nucleus) est un projet de développement d'un ordinateur intégré à un système d'exploitation en temps réel incluant également les communications réseaux en temps réel qui fut presque entièrement conçu au Japon et amorcé par le professeur Ken Sakamura dès 1984.
Il inclut notamment le développement du code TRON (ja), un encodage qui permet de représenter plus fidèlement que l'Unicode les principales langues asiatiques (l'Unicode n'existait pas encore de toute façon).  Il offre notamment l'avantage d'afficher les textes exactement comme ils avaient été rédigés à l'origine tout en permettant de suivre l'évolution de la forme des caractères avec le temps (changements qui vont souvent de pair avec des changements subtils et graduels de sens comme dans toutes les langues vivantes).
TRON = BTRON + ITRON + CTRON + MTRON + TRON chip
TRON matériel = BrainPad TiPO + BrainPad TiPO PLUS
TRON = Ensemble d'un système d'exploitation et d'un ordinateur japonais.